# 1375 в Україні

## Події
- Митрополитом Київським, Руським і Литовським призначено Кипріана.

## Засновані, зведені
- Галицька архидієцезія
- Бережани
- Добряни (Стрийський район)
- Зушиці
- Микитинці (Косівський район)
- Молошковичі
- Підлуби (Яворівський район)
- Пістинь
- Ралівка
- Чолгині